# 三隅兼連
三隅 兼連（みすみ かねつら）は、日本の南北朝時代の武将。終始宮方（南朝方）として戦い、その活動の一端は『太平記』に三角入道として記されている。正平10年（1355年）3月12日京都桂川で戦死。

## 生涯
石見国三隅（島根県浜田市三隅町三隅荘の地頭で高城山に主城を構えた三隅城第4代当主。
元々三隅氏は益田氏の分家で益田兼高の長男兼季は本家益田を継ぎ、次男兼信が分家して
寛喜元年（1229年）三隅高城へ入り地名をもって三隅氏を称した。
元寇の文永の役後鎌倉幕府執権北条時宗は蒙古再来に備え北九州及び山陰沿岸に石塁を構築させ、三隅氏も三代兼盛の時港針藻島砦・岡見碇石砦を構築し三隅高城を補強した。
それを継いだ四代兼連は北条氏に滅ぼされた三浦介一族の大和田外記を軍師に迎え、高城を完成させた。
元寇防衛負担に対する恩給地もなかった事と合わせ反幕府・勤皇の方針が固まったと思われるが。表面上の切っ掛けとして
元亨3年（1323年）藤原隆持が石見国司として下向しそこに山伏に変装した日野俊基が訪れ北条高時の暴政を語る内に三隅兼連が二人の会話を聞いて討幕を決意というのは三隅一族勤皇事蹟や石見三隅史蹟といった文献に出てくる話でやや脚色有りとしている。
永仁元年（1293年）3月の条に藤井宗男の石見年表から、元寇の備えに乗じて武威を振い益田家の下知に従わないという惣領家と庶子家の対立が表面化していた事を背景に先ず三隅兼連は妹の胡簶局を宮仕えとして後醍醐天皇に差し出したと言われるが原典は明らかでない。
元弘3年（1334年）2月隠岐をのがれ船上山によりたまう後醍醐天皇のもとに馳せ参ずる。
この時石見から参上した主な武士は太平記によれば邑智郡の佐波顕連と三隅兼連二人であった
建武新政の恩賞として兼連は三隅郷一帯の安堵と石見守に任じられたのは間違いないが
建武3年（1336年）早くも新政は瓦解するも足利尊氏は一旦九州へ西走し一族の上野頼兼を石見の守護に任命し併せて安芸周防長門の軍事司令官に任じた。
上杉憲顕は足利尊氏の味方を募り益田兼見一族や小笠原貞宗等はこれに応じ三隅兼連・高津長幸・周布兼家・佐波顕連等はこれを断り三隅兼連は河内城で戦備を固めた。
正平3年（1348年）まで一進一退の攻防が続き南朝から派遣された新田義氏、石見国司日野邦光（幼名阿新丸日野資朝の子）等が加わるも全国的に南朝勢力の衰退する中。
正平5年（1350年）8月足利尊氏の命を受けた高師泰率いる2万3千余騎の大軍を迎え撃ってここ高城山三隅城に籠れる兼連以下の将卒は百余日の激戦の末これを撃退する。
観応の擾乱の煽りを受けたこの活躍は太平記に三角入道謀反事という一説もある。
正平7年（1352年）5月吉野の南朝主力と共に石見宮を奉じて石見の南朝勢は一時入京を果たすも八幡で追撃を受け石見宮・三隅兼連嫡子兼知・胡簶局は討死、三隅兼連は三隅城でこの報を聞いたと思われるが、この時の遺髪を持ち帰った笠取りの墓が黒沢村大ヵ峠に現存する
。
正平9年（1354年）5月より軍を起し途中の敵城を落し入れる。
正平10年（1355年）1月入京して勝利を南朝に奏する。同年3月12日洛中桂川にて壮烈な戦死を遂げる。
この時総大将は足利直冬、実質的な主力は山名時氏南朝より足利直義派が多かったと思われるが一貫として南朝派で河野室安の大軍を撃破した三隅兼連名声は大きかったと思われる。

大正15年（1922年）9月正五位を賜わる。
昭和12年（1937）4月社殿竣工し鎮座大祭を執行する。

## その他・逸話
兼連が終始南朝方だった契機の一つに、奈良の真言宗般若寺本性明覚が石見地方に来て教化した事があげられる。その明覚について仏門に入り、信性という法号をえている。
正平10年（1355年）、京都洛中の戦いに倒れた兼連は「自分の墓は東（都みやこ）に向けてくれ」と遺言したので、墓所の五輪塔は「東向の墓」とも呼ばれている。
地方史学者藤岡大拙の著書『山陰の武将』では、兼連に関する書物という項目で以下の出典が挙げられている。
- 三隅一族勤皇事蹟（原稿本）野津左馬之助編 大正11年（1922年）（島根県立図書館蔵）
- 石見三隅史蹟 木村晩翠著 大正15年刊 （1926年）
- 島根県史第六篇 野津左馬之助著 昭和2年刊 （1927年）
- 南朝忠臣三隅兼連 木村晩翠編 昭和7年刊 （1932年）
- 三隅兼連公 木村晩翠著 雑誌「大島根評論」225号所収
- 三隅町誌 昭和46年刊 （1971年）

だが記述はほとんど同じで種本は『三隅一族勤皇事蹟』であり、大半は三隅の郷土史家木村晩翠の執筆で兼連を世に出した功績は大きいが、その著述に利用した資料や文献は明記されていないが、出典不明な部分を削り取ると三隅兼連の人物像は全くといってよいほど書けなくなってしまうとのことである。

## 画像集

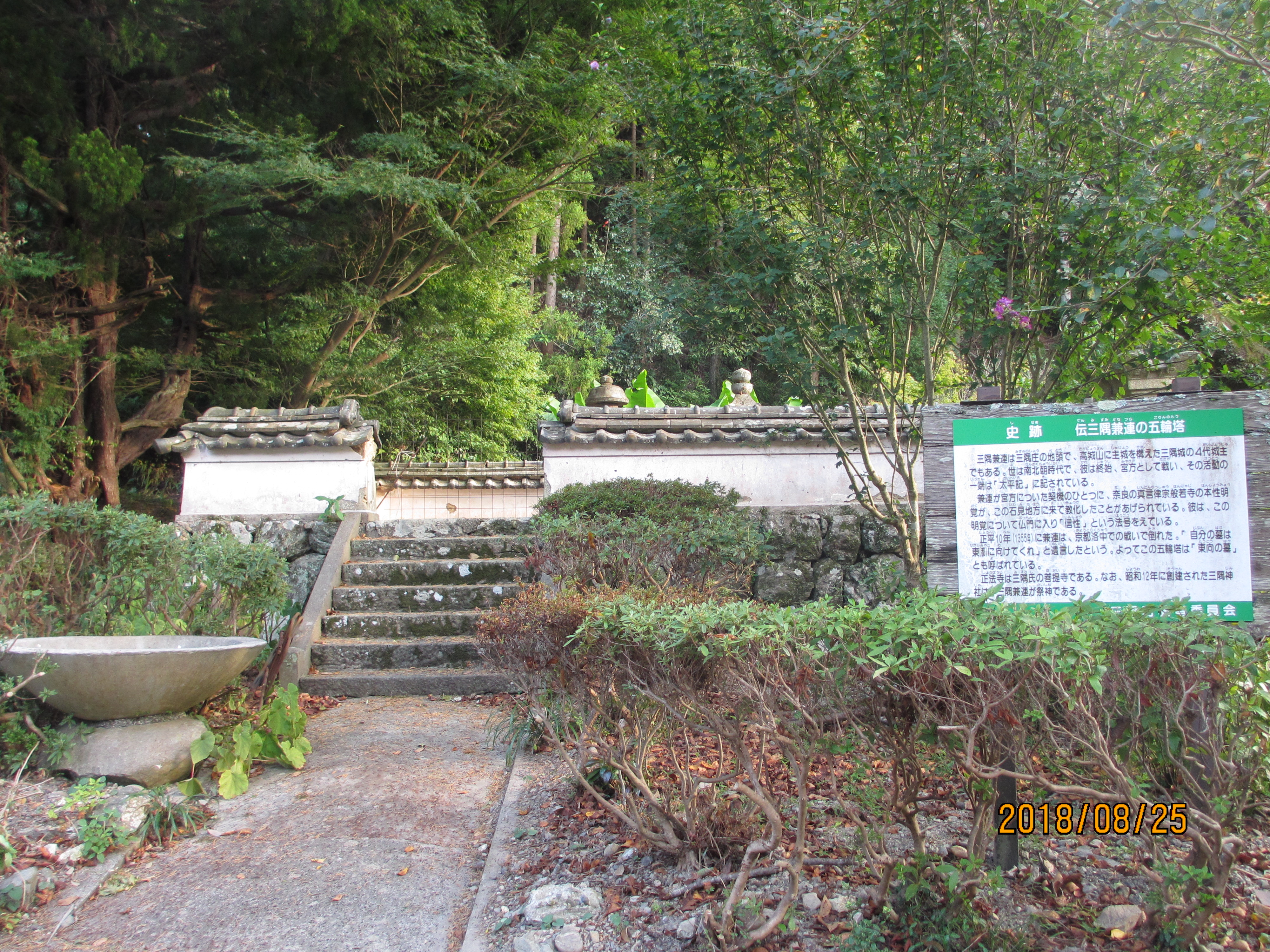
伝三隅兼連の五輪塔説明板（島根県浜田市三隅町、正法寺入り口）
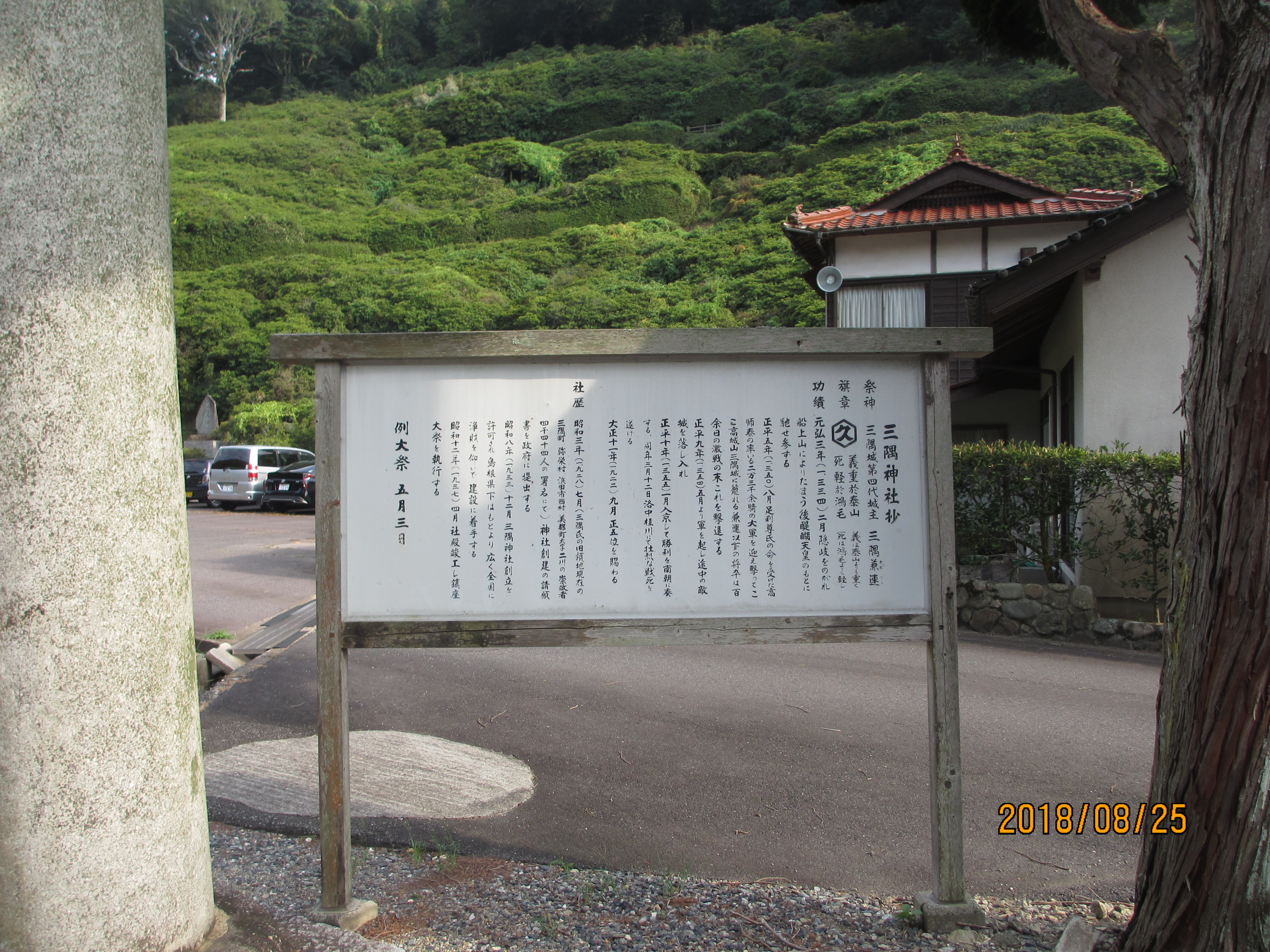
三隅神社抄（JR三保三隅駅、三隅町役場隣、鳥居横）
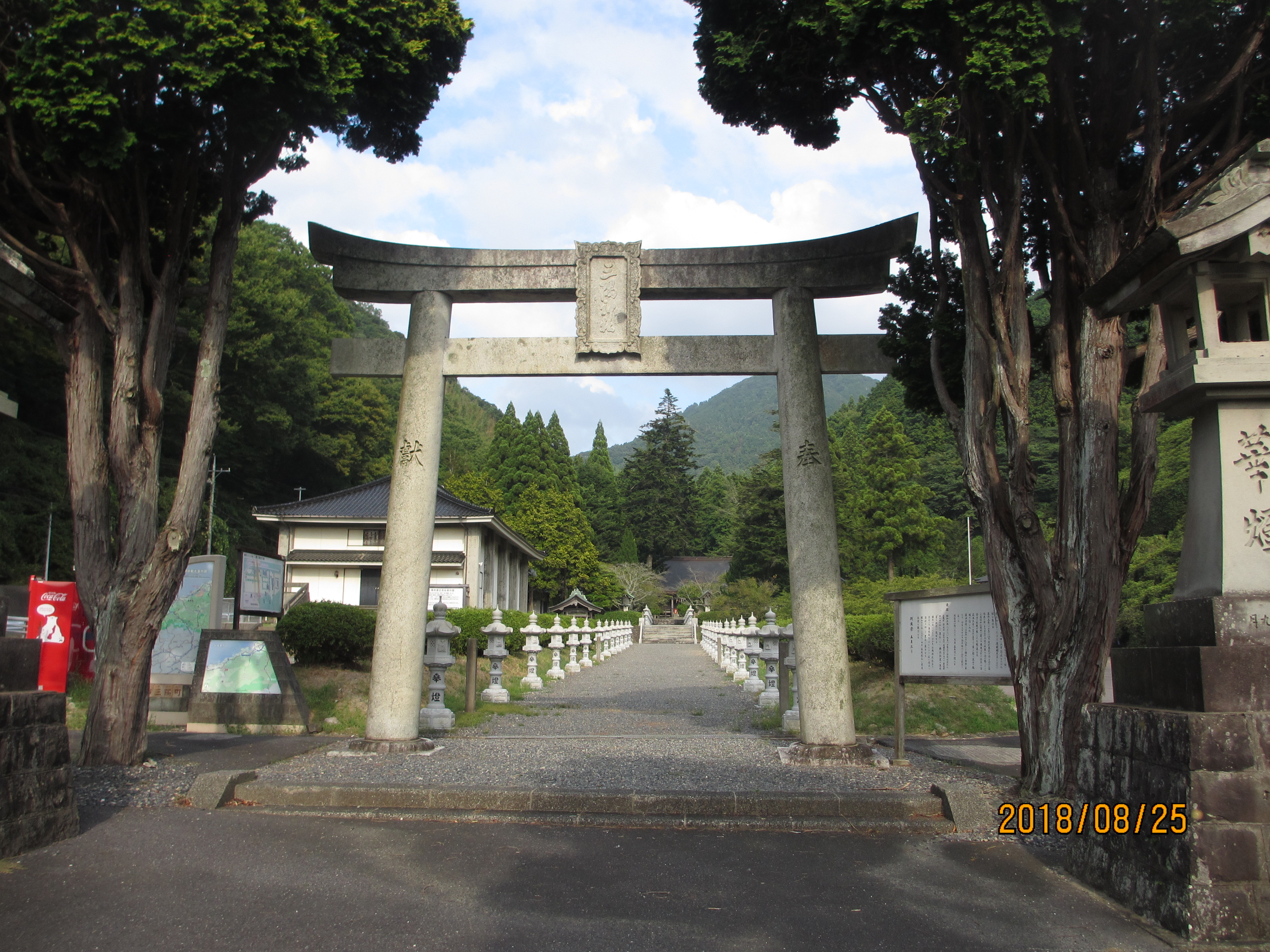
三隅神社（三隅神社全体像）
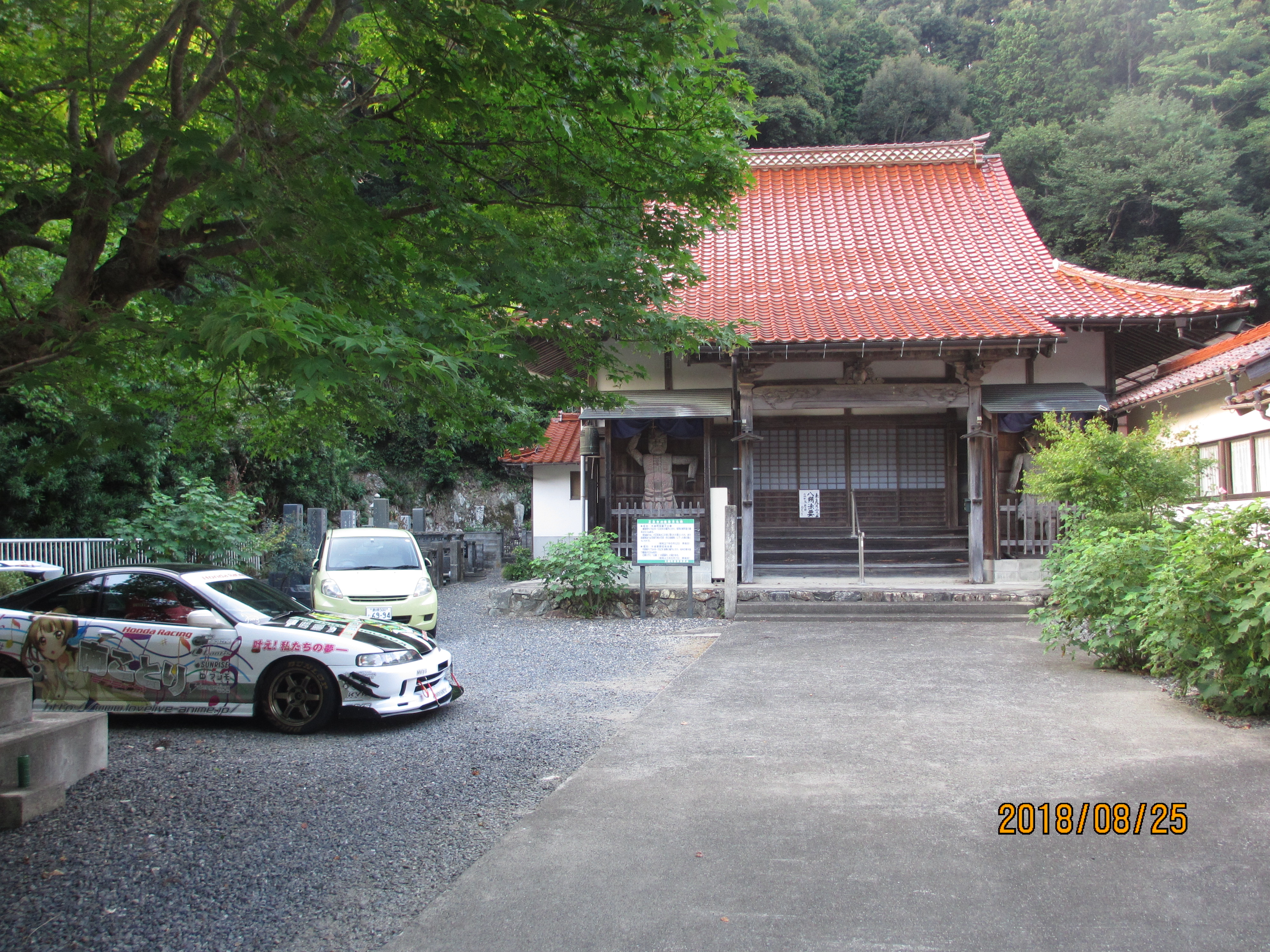
正法寺（正法寺全体像）
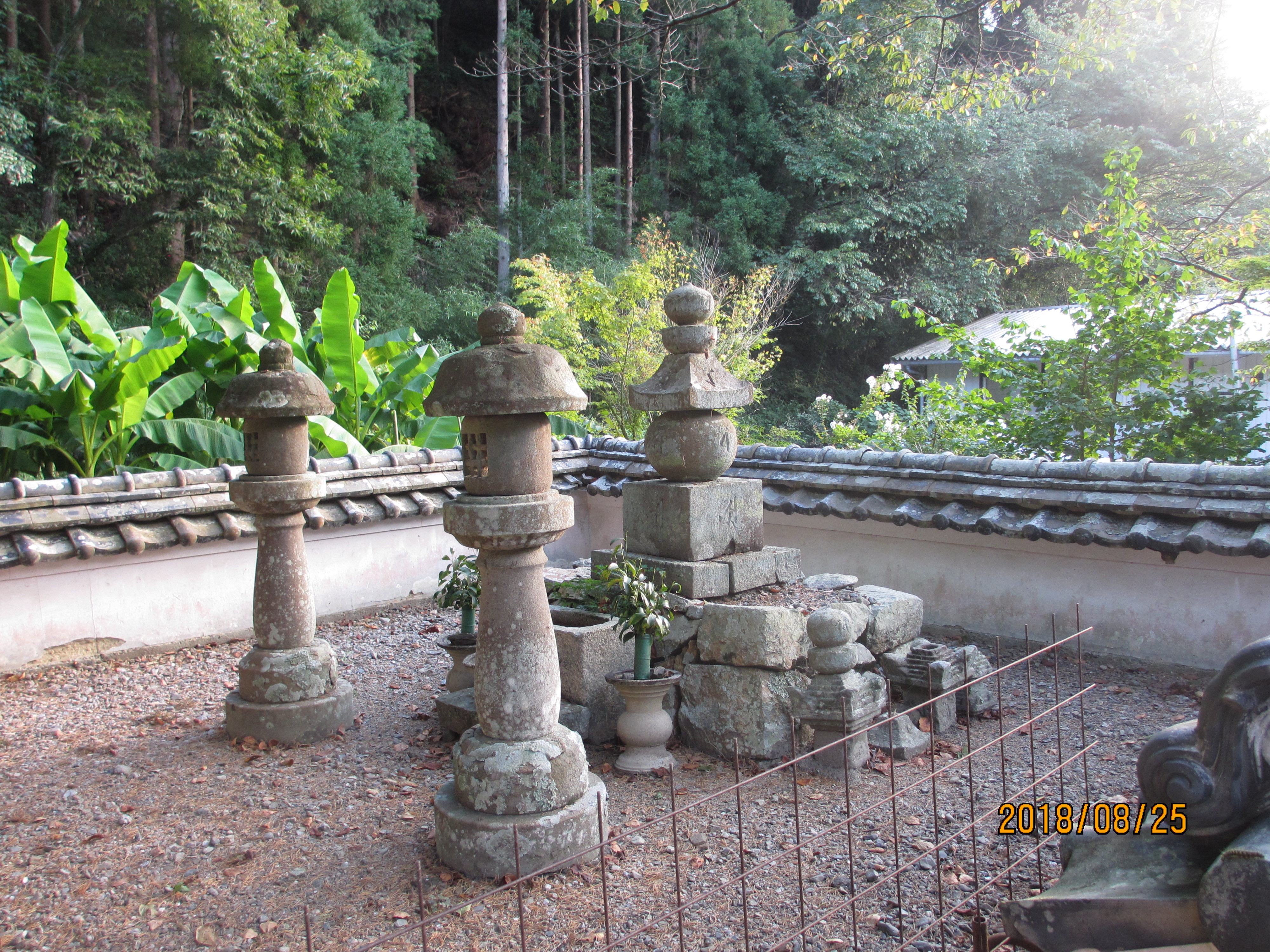
伝三隅兼連の五輪塔（島根県浜田市三隅町1014‐2）
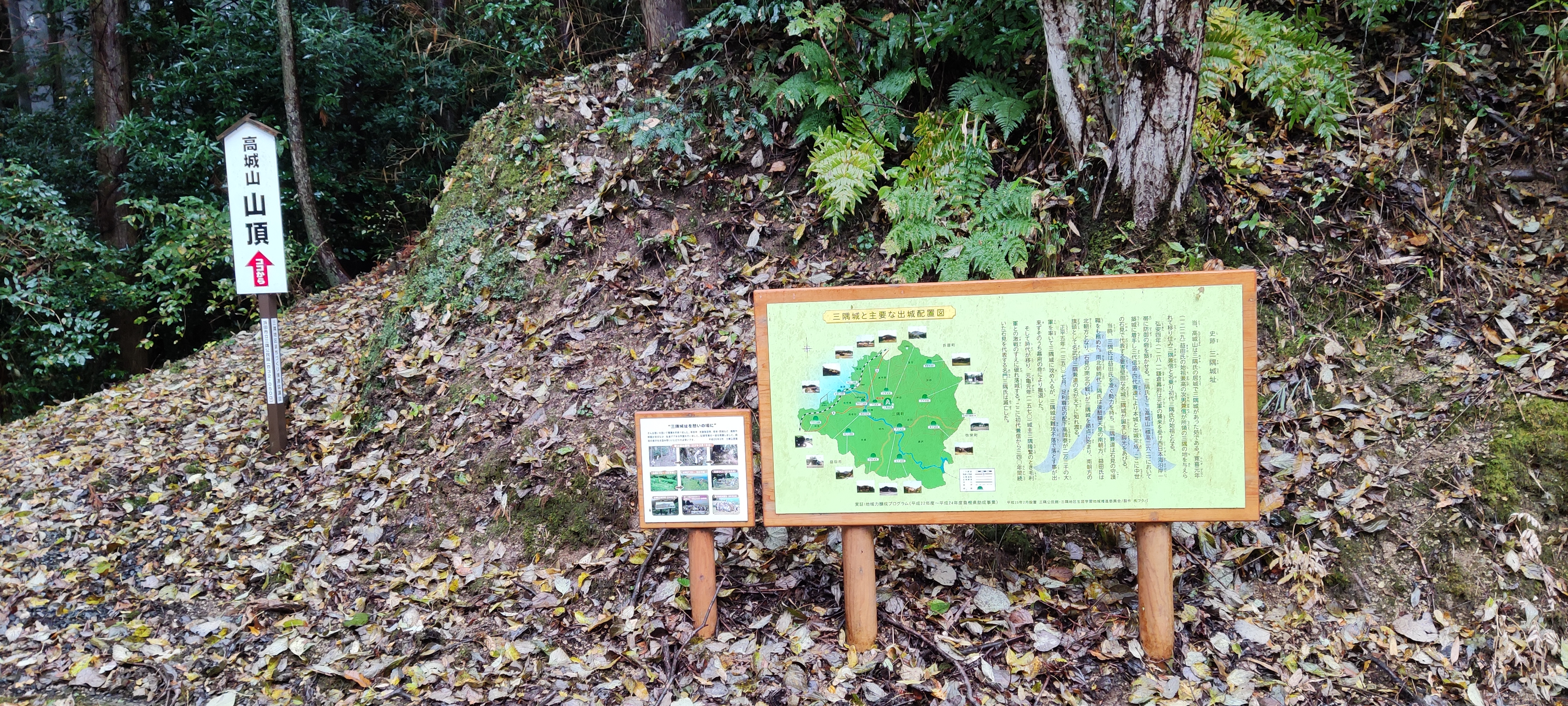
三隅城址山頂手前説明板（浜田市）（島根県浜田市三隅町三隅1596‐1）
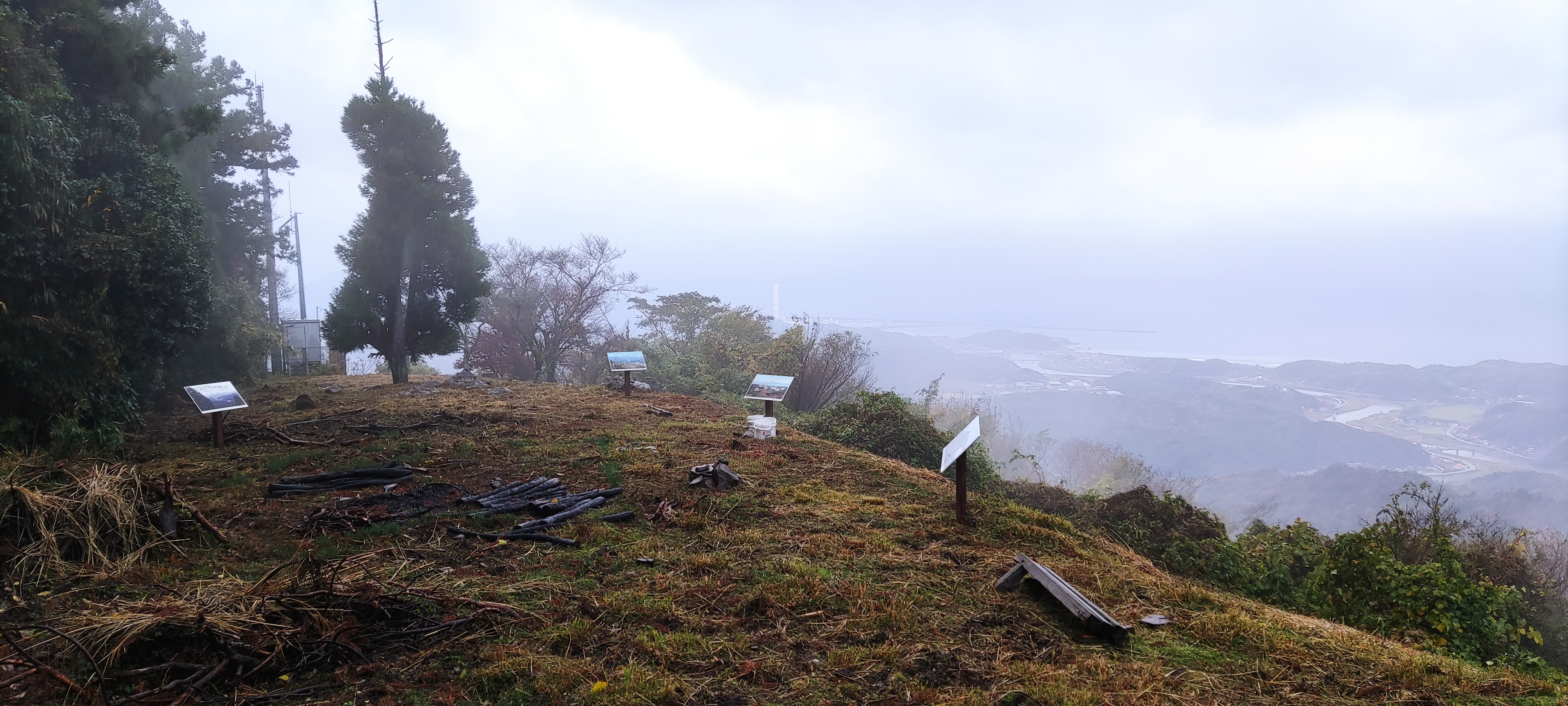
三隅城址h方位説明板（浜田市）（写真の風景、当時の城や港説明）
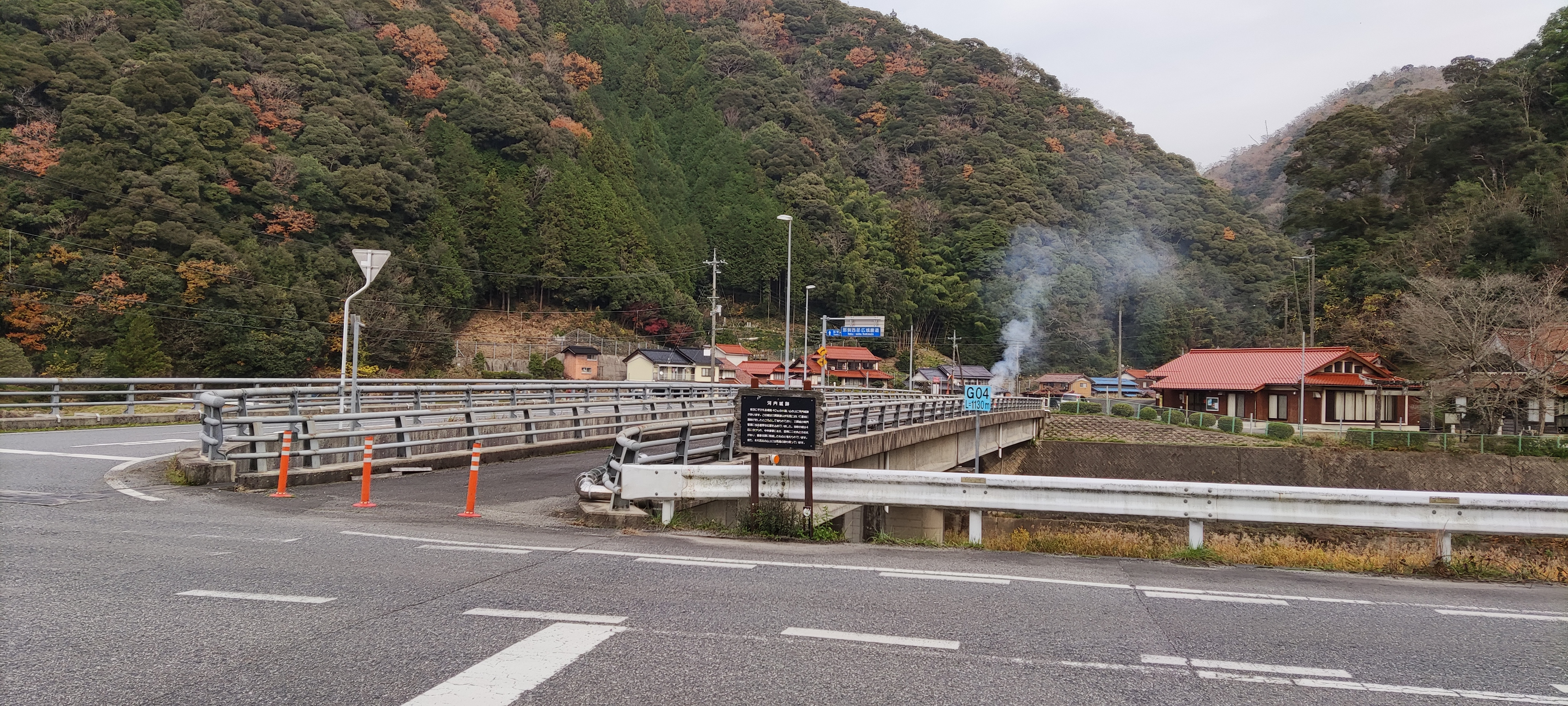
河内城説明板（浜田市）（島根県浜田市三隅町河内、城址には天守の模型あり）